# Carmelo Enrique Renobales Vivanco
Carmelo Enrique Renobales Vivanco (Balmaseda, 1921 - 1996) fou un advocat i polític basc. Conseller de l'editorial Iparaguirre i militant del Partit Nacionalista Basc, fou elegit diputat per Biscaia a les eleccions al Parlament Basc de 1980, en la que fou nomenat conseller de Justícia, Desenvolupament Autonòmic i Relacions del Govern amb el Parlament Basc, així com president de la Comissió de Transferències. Posteriorment ha estat senador per Biscaia a les eleccions generals espanyoles de 1982, 1986 i 1989.